# Zaścianki (województwo lubelskie)
Zaścianki – wieś w Polsce położona w województwie lubelskim, w powiecie bialskim, w gminie Międzyrzec Podlaski.
Do 1 stycznia 1973 znajdowały się w granicach Międzyrzeca Podlaskiego. W latach 1975–1998 miejscowość należała administracyjnie do województwa bialskopodlaskiego.
Wieś jest sołectwem w gminie Międzyrzec Podlaski. Według Narodowego Spisu Powszechnego z roku 2011 wieś liczyła 204 mieszkańców.
Wierni Kościoła rzymskokatolickiego należą do parafii Matki Bożej Nieustającej Pomocy w Maniach.
W 2018 roku wieś została odwzorowana w grze komputerowej Farming Simulator 2017. Próby odwzorowania podjęli się Adam Wójcik wraz z Dawidem Świderskim - studentami Wydziału Architektury Politechniki Warszawskiej. Na dzień 11.01.2024r. dzieło zebrało ponad 4 miliony pobrań. Praca przyczyniła się do sporej popularności wsi wśród graczy na terenie całej Europy.